# Красное смещение
Кра́сное смеще́ние в астрофизике — явление, при котором длина волны электромагнитного излучения для наблюдателя увеличивается относительно длины волны излучения, испущенного источником. Также красным смещением называется безразмерная величина, которая характеризует изменение длины волны при данном явлении. Красное смещение может быть вызвано тремя причинами: оно может быть доплеровским, гравитационным и космологическим, но несмотря на разную природу, во всех трёх случаях красное смещение внешне проявляется одинаковым образом. Обратное явление — уменьшение наблюдаемой длины волны, имеющее ту же природу, — называется синим смещением.
Наблюдение красных смещений широко используется в астрономии, так как позволяет получать информацию о движении небесных тел и других их свойствах. Особенно важны красные смещения для космологии.

## Описание явления
При красном смещении электромагнитное излучение увеличивает свою длину волны. Наиболее заметное проявление красного смещения — сдвиг линий и других деталей в спектре источника в сторону бо́льших длин волн, например, для видимого света — в сторону красного участка спектра: этот сдвиг и дал название термину. Обратное явление той же природы, при котором длина волны излучения уменьшается, называется синим смещением.
Изменение длины волны пропорционально самой длине волны, поэтому для её количественного описания вводится величина {\textstyle z={\frac {\lambda -\lambda _{0}}{\lambda _{0}}}={\frac {\Delta \lambda }{\lambda _{0}}},} где {\displaystyle \lambda } — наблюдаемая длина волны, {\displaystyle \lambda _{0}} — испущенная, также называемая лабораторной, а {\displaystyle \Delta \lambda } — их разность. Величина {\displaystyle z} безразмерна и также называется красным смещением. Если {\displaystyle z<0,} то наблюдаемые длины волн меньше лабораторных, и наблюдается не красное, а синее смещение.
Аналогично можно выразить {\displaystyle z} через частоты. Если {\displaystyle \nu _{0}} — лабораторная частота, а {\displaystyle \nu } — наблюдаемая:
{\displaystyle z={\frac {\nu _{0}-\nu }{\nu }}.}
При положительном {\displaystyle z} увеличивается длина волны фотонов и уменьшается частота, следовательно, уменьшается энергия. При отрицательном {\displaystyle z} энергия увеличивается. Так как энергия фотона {\displaystyle E=h\nu ,} где {\displaystyle h} — постоянная Планка, то при красном смещении {\displaystyle z} его энергия изменяется в {\textstyle {\frac {1}{1+z}}} раз относительно исходной.
Также красным смещением иногда называют явления, проявляющиеся иным образом, но также приводящие к видимому покраснению света.
В физике твёрдого тела красным или синим смещением называют соответствующее изменение длины волны излучения относительно референса — длины волны, принятой за начальную точку. Красное (синее) смещение имеет множество причин, в частности, сдвиг частоты локализованного поверхностного плазмонного резонанса в коллоиде золотых наночастиц может быть вызван внешним давлением.

## Природа явления
Красное смещение может быть вызвано тремя причинами: лучевой скоростью источника, разностью гравитационных потенциалов в точках, где располагаются источник и наблюдатель, и расширением Вселенной. Красное смещение, вызванное одной из этих причин, называется соответственно доплеровским {\displaystyle z_{D},} гравитационным {\displaystyle z_{g}} и космологическим {\displaystyle z_{c}}. Космологическое красное смещение иногда рассматривается как частный случай доплеровского из-за их внешнего сходства, но это ошибочно. Эти причины смещения могут сочетаться, и в таком случае величина наблюдаемого красного смещения может быть выражена следующим образом:
{\displaystyle 1+z=(1+z_{D})(1+z_{g})(1+z_{c}).}
Предлагались и другие механизмы, предположительно вызывающие красное смещение, ныне отвергнутые. Среди таковых, например, старение света.

### Доплеровское красное смещение
Доплеровское красное смещение является проявлением эффекта Доплера и наблюдается при движении источника относительно наблюдателя. При относительных скоростях, гораздо меньших скорости света {\displaystyle c,} релятивистские эффекты можно не учитывать, и в таком случае красное смещение определяется только лучевой скоростью {\displaystyle v_{r}} движения источника относительно наблюдателя:
{\displaystyle z_{D}={\frac {v_{r}}{c}}.}
В случае, если источник удаляется от наблюдателя, то {\displaystyle z>0} и наблюдается красное смещение. Если же источник приближается к наблюдателю, то {\displaystyle z<0} и наблюдается синее смещение.
Если же относительная скорость близка к скорости света, то необходимо учитывать и релятивистские поправки, связанные с замедлением времени у движущегося тела. В этом случае полная скорость движения источника {\displaystyle v} относительно наблюдателя также играет роль:
{\displaystyle z_{D}={\frac {1+v_{r}/c}{\sqrt {1-(v/c)^{2}}}}-1.}
Если источник движется в направлении луча зрения наблюдателя и лучевая скорость равняется полной, то выражение для {\displaystyle z} можно переписать следующим образом:
{\displaystyle z_{D}={\sqrt {\frac {1+v/c}{1-v/c}}}-1.}
Для объектов в Млечном Пути абсолютные значения доплеровского красного и синего смещения, как правило, не превышают 10−3; редкими исключениями являются, например, звёзды в окрестности центральной сверхмассивной чёрной дыры Стрелец A*, которые могут достигать скорости в несколько процентов от скорости света. Так, звезда S4714, проходя перицентр орбиты, может иметь красное/синее смещение до ±0,08.

### Гравитационное красное смещение
Гравитационное красное смещение — эффект, который проявляется, когда наблюдатель расположен в точке с меньшим гравитационным потенциалом, чем источник. Для слабых гравитационных полей {\textstyle z_{g}={\frac {\Delta \varphi }{c^{2}}},} где {\displaystyle \Delta \varphi } — разность гравитационных потенциалов, и в классической механике этот эффект рассматривается как энергетические затраты фотона на преодоление гравитации, что приводит к уменьшению его энергии и увеличению длины волны.
Для сильных гравитационных полей необходимо использовать более точную, релятивистскую формулу. Если источник находится на расстоянии {\displaystyle R} от невращающегося сферически симметричного тела с массой {\displaystyle M,} а наблюдатель — на большом расстоянии от него, то формула для гравитационного красного смещения выглядит следующим образом:
{\displaystyle z_{g}={\frac {1}{\sqrt {1-{\frac {2GM}{c^{2}R}}}}}-1={\frac {1}{\sqrt {1-{\frac {R_{s}}{R}}}}}-1.}
Здесь {\displaystyle G} — гравитационная постоянная, а {\displaystyle R_{s}} — шварцшильдовский радиус упомянутого тела. Гравитационное красное смещение наблюдается, например, у белых карликов, у которых его величина доходит до 10−3.

### Космологическое красное смещение
Космологическое красное смещение возникает из-за расширения Вселенной: за время, в течение которого свет доходит до наблюдателя, масштабный коэффициент увеличивается, и когда свет приходит к наблюдателю, его длина волны оказывается больше, чем испущенная источником. Если {\displaystyle a_{0}} — масштабный коэффициент в момент наблюдения, а {\displaystyle a_{1}} — он же в момент испускания света, то космологическое красное смещение выражается так:
{\displaystyle z_{c}={\frac {a_{0}}{a_{1}}}-1}.
Наблюдаемое космологическое красное смещение иногда интерпретируется как доплеровское, и в таком случае говорится о космологической радиальной скорости {\displaystyle v=cz} (при малых {\displaystyle v}), которую имеет объект. Однако такая интерпретация не точна: в частности, увеличение длины волны при космологическом красном смещении зависит не от скорости изменения масштабного коэффициента в момент испускания или поглощения, а от того, во сколько раз он увеличился за весь период между испусканием и поглощением света.
Для источников, расположенных на не слишком большом расстоянии, можно разложить масштабный коэффициент {\displaystyle a(t)} в ряд:
{\displaystyle a(t)\approx a(t_{0})[1+(t-t_{0})H_{0}+\ldots ],}
где {\displaystyle t_{0}} — произвольный момент времени, а {\displaystyle H_{0}} — постоянная Хаббла в момент времени {\displaystyle t_{0}.} В таком случае в линейном приближении, применимом для достаточно малых расстояний, можно выразить красное смещение через моменты испускания {\displaystyle t_{0}} и поглощения {\displaystyle t_{1}} либо через собственное расстояние {\displaystyle d}:
{\displaystyle z_{c}\approx H_{0}(t_{0}-t_{1}),}
{\displaystyle cz_{c}\approx H_{0}d.}
При космологическом красном смещении, как и при любом другом, энергия фотонов уменьшается. В данном случае она затрачивается на расширение Вселенной.
Космологическое красное смещение однозначно наблюдается лишь у далёких галактик — на расстояниях меньше десятков мегапарсеков оно не превышает доплеровское красное смещение, вызванное пекулярными скоростями галактик. Известно множество объектов с космологическим красным смещением больше единицы; галактика с наибольшим известным красным смещением на май 2024 года — JADES-GS-z14-0, у которой этот показатель составляет 14,3. Реликтовое излучение имеет {\displaystyle z_{c}} порядка 1000.

## Использование
Исследование красных смещений широко применяется в астрономии, особенно в астрофизике, так как позволяет получать информацию о различных свойствах небесных тел, изучая их спектры. Для определения красных смещений измеряются длины волн одинаковых спектральных линий в исследуемом источнике и в лабораторном, обычно находится их разность и вычисляется красное смещение по формуле {\textstyle z={\frac {\Delta \lambda }{\lambda _{0}}}}. В некоторых случаях красное смещение может быть измерено фотометрически с меньшими затратами времени, но более низкой точностью.

### Галактическая астрономия
У объектов внутри Млечного Пути нет космологических красных смещений, таким образом, наблюдаемое красное смещение является преимущественно доплеровским. Гравитационные красные смещения наблюдаются лишь у объектов с очень сильными гравитационными полями, таких как белые карлики, нейтронные звёзды или чёрные дыры.
При этом по доплеровскому красному смещению можно судить не только о движении источника света: например, при вращении звезды одна из её сторон приближается к наблюдателю, а другая удаляется, что приводит к различиям в лучевых скоростях и, следовательно, в красных или синих смещениях. Даже если не удаётся пронаблюдать отдельные части звезды, как это возможно для Солнца, то общий спектр будет представлять собой сумму спектров различных точек диска звезды. В результате линии в спектре звезды будут иметь бо́льшую ширину, из которой можно будет вычислить скорость вращения звезды.
К изменению длин волн, вызванному доплеровским красным смещением, могут приводить и другие движения в звёздах. Например, из-за теплового движения вещества атомы, испускающие фотоны, движутся с различными лучевыми скоростями, что приводит к доплеровскому увеличению ширины линий. Среднеквадратичная скорость зависит от температуры вещества, поэтому по уширению линий в некоторых случаях можно судить о температуре звезды.

### Внегалактическая астрономия
У других галактик наблюдаются доплеровское красное смещение, вызванное их пекулярными скоростями и вращением, и космологическое красное смещение, обусловленное расширением Вселенной. Гравитационные красные смещения у галактик не наблюдаются.
При этом пекулярные скорости галактик случайны и составляют порядка нескольких сотен километров в секунду. Для близких галактик это приводит к тому, что доплеровское красное или синее смещение оказывается сильнее космологического, которое возрастает с расстоянием. Даже для тех галактик, у которых космологическое красное смещение значительно больше доплеровского, можно измерять расстояние до галактики по красному смещению лишь с некоторой точностью. Наблюдение космологического красного смещения позволяет измерять космологические параметры, например, постоянную Хаббла, но пекулярные скорости галактик уменьшают точность таких измерений.
Тем не менее, во внегалактической астрономии красные смещения играют очень большую роль. В космологии оно используется и как мера времени, и как мера расстояния: подразумевается, соответственно, время и расстояние, которое должен был пройти свет, двигаясь от наблюдателя к источнику, чтобы приобрести такое космологическое красное смещение. Удобство этого подхода состоит в том, что {\displaystyle z} определяется напрямую из наблюдений, в то время как соответствующее ему время и расстояние зависят от параметров используемой космологической модели.

## История изучения
Первой открытой причиной красного смещения был эффект Доплера, предсказанный теоретически Кристианом Доплером в 1842 году, однако в то время не существовало приборов, способных проверить его на практике. В 1868 году Уильям Хаггинс впервые использовал эффект Доплера на практике: наблюдая красное смещение линий в спектре Сириуса, он доказал, что эта звезда удаляется от Солнца.
Гравитационное красное смещение предсказывается общей теорией относительности, которую опубликовал Альберт Эйнштейн в 1916 году. В 1925 году Уолтер Сидни Адамс экспериментально обнаружил этот эффект в спектре белого карлика — Сириуса B, а в лабораторных условиях существование гравитационного красного смещения было доказано в 1960-х годах.
Космологическое красное смещение впервые обнаружил Весто Слайфер в 1912—1914 годах, изучая спектры галактик. Теоретическое обоснование космологическому красному смещению дал Александр Фридман в 1922 году, построив модель Вселенной, названной в будущем по его фамилии. В 1929 году, по результатам наблюдения множества галактик и их красных смещений, Эдвин Хаббл сообщил об открытии зависимости красного смещения от расстояния до галактики. Таким образом, Хаббл открыл расширение Вселенной, а обнаруженная им зависимость получила название закона Хаббла.